# Хоффман, Амбрози
Амбрози Хоффман (нем. Ambrosi Hoffmann, род. 22 марта 1977, Давос) — швейцарский горнолыжник, призёр Олимпийских игр. Специалист скоростных дисциплин.
В Кубке мира Хоффман дебютировал в 1996 году, в марте 2002 года впервые в своей карьере попал на подиум на этапе Кубка мира в скоростном спуске. Всего на сегодняшний день имеет 6 попадания в тройку на этапах Кубка мира, 4 в скоростном спуске и 2 в супергиганте. Лучшим достижением в общем зачёте Кубка мира является для Хоффмана 16-е место в сезоне 2003-04.
Принимал участие на Олимпиаде-2002 в Солт-Лейк-Сити, где занял 8-е место в скоростном спуске.
На Олимпиаде-2006 в Турине, завоевал бронзу в супергиганте, кроме того занял 17-е место в скоростном спуске.
На Олимпиаде-2010 в Ванкувере, стал 23-м в скоростном спуске.
За свою карьеру участвовал в четырёх чемпионатах мира, но медалей в них не завоёвывал, лучший результат - 4-е место в супергиганте на чемпионате мира - 2003 в Санкт-Морице.
Использует лыжи и ботинки производства фирмы Head.